# Luleå (stacja kolejowa)
Luleå (Luleå Centralstation) – stacja kolejowa w Luleå, w regionie Norrbotten, w Szwecji. Znajdują się tu 3 perony.
Stacja znajduje się na linii Stambanan genom övre Norrland (główna linia przez górny Norrland). Obsługuje połączenia kolejowe m.in. z Kiruną przez linię Malmbanan, Narwikiem przez linię Ofotbanen, Umeå oraz Sztokholmem.
Luleå ma być stacją końcową planowanej linii Norrbotniabanan, która ma prowadzić na południe do Umeå i w ten sposób, łącząc się z nowo otwartą Botniabanan, umożliwiać szybkie połączenia ze Sztokholmem, Robertsfors, Skellefteå czy Piteå.